# Diana Buitron-Oliver
Diana Buitron-Oliver (17 de abril de 1946 Ecuador)  –  29 de abril de 2002 Washington, D.C) fue una arqueóloga y curador clásico estadounidense, especializado en pintura de vasijas griegas. 

## Biografía
Buitron-Oliver comenzó sus estudios universitarios en Smith College en Northampton, Massachusetts con el historiador de arte germano-estadounidense Dietrich von Bothmer en el Instituto de Bellas Artes de la Universidad de Nueva York. Completó su tesis doctoral en 1976 sobre las pinturas en jarrones del pintor griego Douris (c. 500-460 aC).

### Curador
De 1977 a 1984, sucedió a Dorothy Kent Hill como curadora en el Departamento de Antigüedades del Museo de Arte Walters en Baltimore. Más tarde trabajó con dos exposiciones en la Galería Nacional de Arte en Washington D. C., "La figura humana en el arte griego temprano" (1987–88) y "El milagro griego". Escultura clásica de los albores de la democracia, siglo V a. C. "(1992-1993). En 1992 fue comisaria de la exposición "La Odisea y el arte antiguo" en el Bard College de Nueva York, junto con Beth Cohen. Desde 1988 fue profesora adjunta de arte griego en la Universidad de Georgetown en Washington D. C.

### Investigaciones
Buitron-Oliver visitaba con frecuencia la Escuela Estadounidense de Estudios Clásicos en Atenas, Grecia, y realizó su primer viaje allí en 1972, cuando era estudiante de doctorado en la Universidad de Nueva York. Su investigación se centró en la pintura de vasijas griegas y la arqueología de Chipre. De 1978 a 1982 dirigió excavaciones en el santuario de Apollo Hylates en la antigua ciudad de Kourion en Chipre, centrándose en el recinto arcaico, lo que resultó en su publicación de 1996, El santuario de Apollo Hylates en Kourion: Excavaciones en el recinto arcaico.
Su esposo era Andrew (Drew) Oliver. En 1989, construyeron una casa en Chipre y regresaron allí siempre que fue posible para realizar investigaciones, centrándose en las áreas del Mar Negro, el Cercano Oriente y otros sitios del Mediterráneo.
Buitron-Oliver murió en Washington D. C., el 29 de abril de 2002, a los 56 años, después de una larga enfermedad.

## Publicaciones
- Buitron-Oliver, Diana. Pintura de jarrón ático en colecciones de Nueva Inglaterra. No. 7. Museo de Arte Fogg, Universidad de Harvard, 1972.
- Buitron-Oliver, Diana, ed. Nuevas perspectivas en el arte griego temprano. Galería Nacional de Arte, 1991.
- Buitron-Oliver, Diana, ed. El milagro griego: escultura clásica de los albores de la democracia: siglo V a.C. Abrams, 1992.
- Buitron-Oliver, Diana. Douris: maestro pintor de jarrones atenienses de figuras rojas. Vol. 9. Philipp von Zabern, 1995.
- Buitron-Oliver, Diana y Beth Cohen. "Entre Skylla y Penelope: Personajes femeninos de la Odisea". The Distaff Side: Representando a la mujer en Homer's Odyssey (1995): 29.
- Buitron-Oliver, Diana. El Santuario de Apollo Hylates en Kourion: Excavaciones en el recinto arcaico. Vol. 109. Paul Astroms Forlag, 1996.
- Buitron-Oliver, Diana, ed. La interpretación de la escultura arquitectónica en Grecia y Roma . Galería Nacional de Arte, 1997.
- Buitron-Oliver, Diana. "Kourion: La evidencia del Reino desde el siglo XI al VI aC". Boletín de las escuelas americanas de investigación oriental 308.1 (1997): 27-36.
- Buitron-Oliver, Diana. Kourion: el elusivo asentamiento argivo y sus cementerios desde el siglo XI al VIII a . C. Unidad de Investigaciones Arqueológicas, 1999.